# そら (GRAPEVINEの曲)
『そら』はGRAPEVINEの1枚目のシングルである。1997年12月3日発売。

## 解説
- ミニアルバム「覚醒」から約3ヶ月後のリリース。メジャーデビュー後初のシングルである。
- 2000年3月15日に「君を待つ間」と共にマキシシングルとして再発された。

## 収録曲
1. そら(作詞:田中和将/作曲:西原誠)
TBS「BLITZ INDEX」1997年12月エンディングテーマ。インディーズ時代から存在した楽曲である。
2. 坂の途中(作詞:田中和将/作曲西川弘剛)